# Сельское поселение Кутузовское (Московская область)
Сельское поселение Кутузовское — упразднённое муниципальное образование в Солнечногорском районе Московской области.
Административный центр — деревня Брёхово.
Глава сельского поселения — Попов Павел Валерьевич. Адрес администрации: 141544, Московская область, Солнечногорский район, дер. Брёхово, д. 72.

## География
Граничит с городским поселением Андреевка, Зеленоградским административным округом города Москвы, городским округом Химки, Отрадненским сельским поселением и городским поселением Нахабино Красногорского района, городским поселением Снегири Истринского района. Площадь территории сельского поселения составляет 5288 га (52,88 км²).

## История
Образовано в соответствии с Законом Московской области от 21.01.2005 года № 27/2005-ОЗ «О статусе и границах Солнечногорского муниципального района и вновь образованных в его составе муниципальных образований» (принят постановлением Мособлдумы от 29.12.2004 № 8/123-П).
В его состав вошли 16 населённых пунктов упразднённых Кутузовского и Подолинского сельских округов.
Законом Московской области № 246/2018-ОЗ от 28 декабря 2018 года, с 9 января 2019 года все городские и сельские поселения Солнечногорского муниципального района были упразднены и объединены в новое единое муниципальное образование городской округ Солнечногорск

## Население
| 2006  | 2007    | 2008  | 2009  | 2010  | 2011  |
| ----- | ------- | ----- | ----- | ----- | ----- |
| 2603  | ↘2554   | ↗2584 | ↗2611 | ↗3116 | ↗3368 |
| 2012  | 2013    | 2014  | 2015  | 2016  | 2017  |
| →3368 | ↗3693   | ↗4290 | ↗5566 | ↗6843 | ↗7865 |
| 2018  | 2019    |       |       |       |       |
| ↗8934 | ↗10 225 |       |       |       |       |

## Состав сельского поселения
| №  | Населённый пункт    | Тип населённого пункта          | Население |
| -- | ------------------- | ------------------------------- | --------- |
| 1  | 5-е Горки           | деревня                         | ↘34       |
| 2  | Благовещенка        | деревня                         | ↘63       |
| 3  | Большаково          | деревня                         | ↗42       |
| 4  | Брёхово             | деревня, административный центр | ↗5901     |
| 5  | Голиково            | деревня                         | ↗292      |
| 6  | Жаворонки           | деревня                         | ↗70       |
| 7  | Лигачёво            | деревня                         | ↗175      |
| 8  | Лугинино            | деревня                         | ↗100      |
| 9  | Николо-Черкизово    | деревня                         | ↗84       |
| 10 | Подолино            | деревня                         | ↗3410     |
| 11 | Рузино              | деревня                         | ↗164      |
| 12 | санатория «Энергия» | посёлок                         | ↘148      |
| 13 | санатория «Мцыри»   | посёлок                         | ↘329      |
| 14 | Середниково         | деревня                         | ↗27       |
| 15 | Фёдоровка           | деревня                         | ↘31       |
| 16 | Юрлово              | деревня                         | ↗464      |